# Celluloseacetat
Celluloseacetat er acetatet af cellulose. Det blev fremstillet første gang i 1865. Celluloseacetat anvendes til produktion af fotografisk film, som bestanddel i belægninger og som materiale til brillestel. Det anvendes tillige som kunstfiber til produktion af cigaretfiltre og spillekort. Fotografiske film fremstillet af celluloseacetat erstattede nitratfilm i 1950'erne, da de var billigere og mindre brændbare.